# Kotjärnen (Gideå socken, Ångermanland)
Kotjärnen är en sjö i Örnsköldsviks kommun i Ångermanland och ingår i Lögdeälven-Husåns kustområde.